# Sara Lappalainen
Sara Kaisa Lappalainen (Porvoo; 17 de agosto de 1991) es una atleta de fondo finlandesa especializada en media distancia.

## Carrera deportiva
Debutó profesionalmente en el año 2010, participando en diversos torneos nacionales en Finlandia y los países nórdicos. En 2017 comienza a tener mayor presencia en la escena internacional, estrenándose ese año en la Primera Liga del Campeonato Europeo de Atletismo por Equipos, que también tuvo lugar en su país natal, en la ciudad de Vaasa, compitiendo en los 800 metros, donde fue quinta con tiempo de 2:06,48 minutos, y en los 1500 metros, acabando octava con 4:18,66 minutos de marca.
En 2018, corrió en el Campeonato Europeo de Atletismo de Berlín (Alemania), donde no superó en ninguna de las dos competiciones las fases iniciales. En los 800 metros, corriendo en la serie 4, acabó octava, con tiempo de 2:02,62 minutos; mientras, en la modalidad de 1500 metros, corriendo en la primera serie, acabó novena tras no mejorar los 4:11,39 minutos.
Para 2019 correría en ambas modalidades en tres citas importantes a nivel internacional. En el mes de marzo, en Glasgow (Escocia), lo hizo indoor en el Campeonato Europeo de Atletismo en Pista Cubierta, donde no volvió a superar la ronda clasificatoria, cayendo en los primeros compases de los 800 metros, cuarta en la primera serie, con 2:04,24 minutos, y de los 1500 metros, séptima también en la primera serie, con 4:18,68 minutos. Posteriormente, en el Campeonato Europeo de Atletismo por Equipos celebrado en Bydgoszcz (Polonia), mejoraría sus posiciones, quedando en ambas modalidades a un paso de entrar en el podio, repitiendo una cuarta plaza en las dos, con tiempos, respectivamente, de 2:01,85 y 4:09,25 minutos. La última cita sería en el Campeonato Mundial de Atletismo de Doha (Catar), donde no pasaría de las primeras rondas en ninguna de las dos, siendo quinta y undécima en sus series clasificatorias.
El inicio de la pandemia de coronavirus resultó en la cancelación de gran parte de la temporada atlética de 2020, y los Juegos Olímpicos de Tokio se retrasaron un año completo. Con el nuevo curso deportivo en 2021, Kuivisto comenzó participando en la cita polaca en Toruń, donde se celebraba el Campeonato Europeo de Atletismo en Pista Cubierta, donde cayó en semifinales, al no superar ser tercera en la serie tres de la misma en los 800 metros, cayendo con un tiempo de 2:03,64 minutos.
Posteriormente, repetiría representando a Finlandia en la Primera Liga del Campeonato Europeo de Atletismo por Equipos, donde llegaría al podio en dos ocasiones, logrando una medalla de bronce por su tiempo en los 800 metros, alcanzando la tercera plaza con una marca de 2:04,57 minutos. Asimismo, obtendría el oro en los 1500 metros tras ser la mejor de la clasificación por 4:15,58 minutos. Competiría además en la modalidad de relevos 4x400 metros, con el combinado femenino finlandés, que terminó siendo sexto, con 3:34,42 minutos.
Kuivisto sería seleccionada por el comité olímpico de su país para representarlo en su primera experiencia olímpica en Japón, donde competiría en sus dos modalidades: 800 metros y 1500 metros. El 30 de julio se estrenó en el Estadio Olímpico de Tokio en la primera ronda clasificatoria de los 800, corriendo en la quinta serie de esa mañana, terminando cuarta en la misma, fuera de las tres plazas de clasificación directa, pero consiguiendo el pase gracias a entrar dentro de los mejores tiempos, al obtener 2:00,15 minutos de marca. Al día siguiente, 31 de julio, correría en la segunda serie semifinal, donde caería finalmente siendo la sexta mejor, con 1:59,41 minutos, lo que sería su mejor registro en la modalidad.
En la mañana del 2 de agosto corrió la carrera clasificatoria de los 1500 metros en la primera serie, acabando cuarta con un tiempo de 4:04,10 minutos, entrando en la semifinal. Dos días más tarde, en la segunda serie de la semifinal, terminó séptima en la misma, cerrando los puestos directos de clasificación a la final, con un tiempo de 4:02,35 minutos, suponiendo su segundo récord obtenido en tierras niponas hasta la fecha.

## Resultados por competición

### Por temporada
| Representando a Finlandia | Representando a Finlandia                                  | Representando a Finlandia | Representando a Finlandia | Representando a Finlandia | Representando a Finlandia |
| ------------------------- | ---------------------------------------------------------- | ------------------------- | ------------------------- | ------------------------- | ------------------------- |
| Año                       | Competición                                                | Lugar                     | Puesto                    | Modalidad                 | Marca (min.)              |
| 2017                      | Campeonato Europeo de Atletismo por Equipos - Primera Liga | Vaasa                     | 5.ª                       | 800 metros                | 2:06,48 min.              |
| 2017                      | Campeonato Europeo de Atletismo por Equipos - Primera Liga | Vaasa                     | 8.ª                       | 1500 metros               | 4:18,66 min.              |
| 2018                      | Campeonato Europeo de Atletismo                            | Berlín                    | 8.ª (H4)                  | 800 metros                | 2:02,62 min.              |
| 2018                      | Campeonato Europeo de Atletismo                            | Berlín                    | 9.ª (H1)                  | 1500 metros               | 4:11,39 min.              |
| 2019                      | Campeonato Europeo de Atletismo en Pista Cubierta          | Glasgow                   | 4.ª (H1)                  | 800 metros                | 2:04,24 min.              |
| 2019                      | Campeonato Europeo de Atletismo en Pista Cubierta          | Glasgow                   | 7.ª (H1)                  | 1500 metros               | 4:18,68 min.              |
| 2019                      | Campeonato Europeo de Atletismo por Equipos                | Bydgoszcz                 | 4.ª                       | 800 metros                | 2:01,85 min.              |
| 2019                      | Campeonato Europeo de Atletismo por Equipos                | Bydgoszcz                 | 4.ª                       | 1500 metros               | 4:09,25 min.              |
| 2019                      | Campeonato Mundial de Atletismo                            | Doha                      | 5.ª (H1)                  | 800 metros                | 2:03,15 min.              |
| 2019                      | Campeonato Mundial de Atletismo                            | Doha                      | 11.ª (H1)                 | 1500 metros               | 4:08,85 min.              |
| 2021                      | Campeonato Europeo de Atletismo en Pista Cubierta          | Toruń                     | 3.ª (SF3)                 | 800 metros                | 2:03,64 min.              |
| 2021                      | Campeonato Europeo de Atletismo por Equipos - Primera Liga | Cluj-Napoca               | 3.ª                       | 800 metros                | 2:04,57 min.              |
| 2021                      | Campeonato Europeo de Atletismo por Equipos - Primera Liga | Cluj-Napoca               | 1.ª                       | 1500 metros               | 4:15,58 min.              |
| 2021                      | Campeonato Europeo de Atletismo por Equipos - Primera Liga | Cluj-Napoca               | 6.ª                       | Relevos 4x400 metros      | 3:34,42 min.              |
| 2021                      | Juegos Olímpicos                                           | Tokio                     | 6.ª (SF2)                 | 800 metros                | 1:59,41 min.              |
| 2021                      | Juegos Olímpicos                                           | Tokio                     | 7.ª (SF2)                 | 1500 metros               | 4:02,35 min.              |
| 2021                      | Liga de Diamante - Athletissima                            | Lausana                   | 12.ª                      | 1500 metros               | 4:20,68 min.              |
| 2022                      | Campeonato Mundial de Atletismo en Pista Cubierta          | Belgrado                  | 11.ª                      | 1500 metros               | 4:12,79 min.              |
| 2022                      | Campeonato Europeo de Atletismo                            | Múnich                    | 6.ª (SF2)                 | 800 metros                | 2:01,59 min.              |

### Mejores marcas
| Disciplina                         | Marca             | Lugar     | Fecha                    |
| ---------------------------------- | ----------------- | --------- | ------------------------ |
| 100 metros lisos (exterior)        | 13,54 s.          | Vihti     | 6 de julio de 2015       |
| 200 metros lisos (exterior)        | 27,41 s.          | Raasepori | 7 de julio de 2012       |
| 400 metros lisos (exterior)        | 55,26 s.          | Turku     | 10 de septiembre de 2017 |
| 400 metros lisos (pista cubierta)  | 55,94 s.          | Jyväskylä | 7 de febrero de 2021     |
| 800 metros lisos (exterior)        | 1:59,41 min.      | Tokio     | 31 de julio de 2021      |
| 800 metros lisos (pista cubierta)  | 2:02,36 min. (NR) | Madrid    | 2 de marzo de 2022       |
| 1500 metros lisos (exterior)       | 4:02,35 min.      | Tokio     | 4 de agosto de 2021      |
| 1500 metros lisos (pista cubierta) | 4:06,14 min. (NR) | Toruń     | 22 de febrero de 2022    |